# Rue de Commaille
Pour les articles homonymes, voir Commaille.
La rue de Commaille est une voie située dans le quartier Saint-Thomas-d'Aquin du 7e arrondissement de Paris.

## Situation et accès
Longue de 93 mètres, orientée est-ouest, elle commence aux 8-15, rue de La Planche et finit au 103, rue du Bac. Elle est entièrement bordée sur son côté sud par le square des Missions-Étrangères. Elle ne compte que quatre numéros.
Elle est desservie à proximité par les lignes 10 et 12 à la station Sèvres - Babylone.

## Origine du nom
Elle porte ce nom car elle a été ouverte sur l'emplacement de l'hôtel de la baronne de Commaille.

## Historique
Cette rue qui a été créée en 1881 sur le site de l'hôtel de la famille Commaille est classée dans la voirie de Paris par un arrêté du 20 août 1959.
Le square est inauguré le 21 juin 1939.

## Bâtiments remarquables et lieux de mémoire

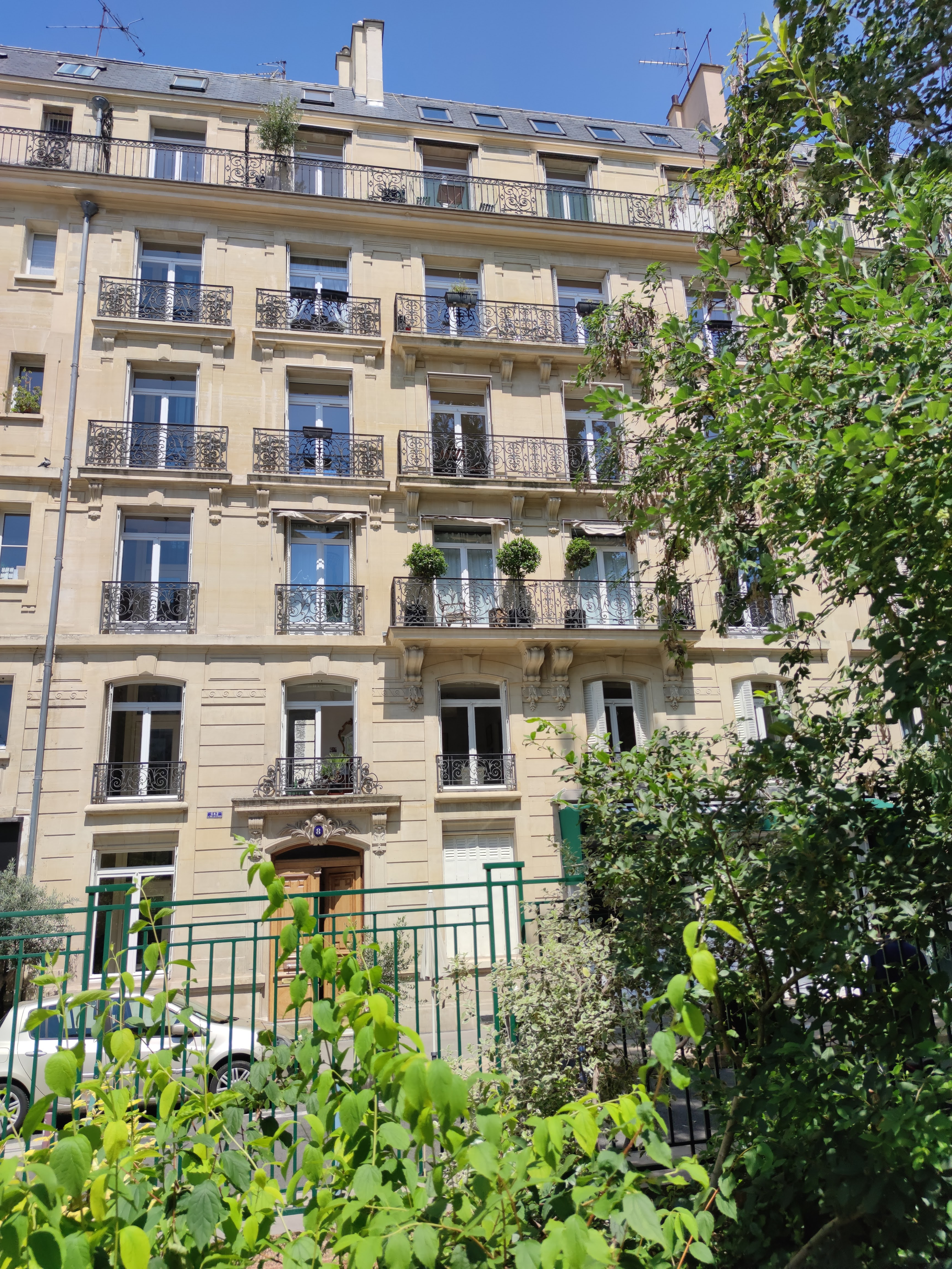
No 8, vu du square.

- Les immeubles de la rue datent de 1883 (début des travaux le 28 avril 1883) et ont été réalisés par la Société de la rue de Varenne[2].
- L'écrivain et académicien Bertrand Poirot-Delpech (1929-2006) y a habité[3].
- No 4 : l’écrivain André Gide (1869-1951) a résidé dans l’immeuble, au 4e étage, de 1883 à 1897[4]. Il évoque ses souvenirs dans Si le grain ne meurt (1926) :

« La rue de Commaille était une rue nouvelle taillée au travers des jardins qui, dans cette partie de la rue du Bac sur quoi elle donnait, longtemps se dissimulèrent derrière la façade protectrice des hautes maisons. La porte cochère de celles-ci restait-elle, par hasard, entr'ouverte, l'oeil émerveillé s'enfonçait curieusement vers d'insoupçonnables, de mystérieuses profondeurs, jardins d'hôtels particuliers, auxquels d'autres jardins faisaient suite, jardins de ministères, d'ambassades, jardins de Fortunio, jalousement protégés, mais sur lesquels les fenêtres des maisons voisines les plus modernes avaient parfois le coûteux privilège de plonger.
Les deux fenêtres du salon, celle de la bibliothèque, celles de la chambre de ma mère et de la mienne ouvraient sur un de ces merveilleux jardins, qui n'étaient séparé de nous que par la largeur de la rue. Celle-ci n'était bâtie que d'un côté ; un mur bas, face aux maisons, ne gênait que les premiers étages ; nous habitions au quatrième.
C'est dans la chambre de ma mère qu'elle et moi nous nous tenions le plus souvent. C'est là que nous prenions notre thé du matin. » ». 
L'homme politique Jules Méline (1838-1925) a également résidé dans l'immeuble, où il est décédé en 1925. L’ancien président de la République Albert Lebrun (1871-1950) a habité au 3e étage, si longtemps que l'immeuble a été appelé pendant au moins trente ans, dans le quartier, la « maison du président ».
- No 8 : en août 1887, le poète français Jules Laforgue meurt à cette adresse[9].